# 雨上がりの「Aさんの話」〜事情通に聞きました!〜
『雨上がりの「Aさんの話」〜事情通に聞きました!〜』（あめあがりのエーさんのはなし じじょうつうにききました!）は、2016年1月5日から2019年3月26日まで朝日放送テレビの「ナイトinナイト」火曜日で放送されていたバラエティ番組で、雨上がり決死隊の冠番組である。

## 概要
2011年11月1日から2015年12月22日まで4年間放送された『雨上がりのやまとナゼ?しこ』の後継番組として、企画を大幅にリニューアルさせる形で放送が開始された。出演者とスタッフの多くは『やまとナゼ?しこ』から続投している。
元々は『やまとナゼ?しこ』の特別企画として2015年11月24日に放送された「Aさんの話」で、好評だったことから年明けの2016年1月から正式なレギュラー番組に昇格する形となった。
番組は、さまざまな業界の“裏事情”を知る“Aさん”と呼ばれる人物から、あまり知られていない特別な裏事情を紹介する。それに際し、さまざまな芸人がプレゼンターとして登壇する。
2018年4月よりインターネット配信・TVerでも放送日翌日に最新回を更新の上、期間限定配信を行っている（本番組の非ネット地区でも制作局における最新回を視聴可能）。
2018年10月2日からは『報道ステーション』（テレビ朝日制作）が5分後拡大（21:54 - 23:15）となったため、5分繰り下げの火曜 23:22 - 翌0:22での放送となった。
2019年3月26日をもって番組は終了した。

## 出演者
MC
- 雨上がり決死隊（宮迫博之・蛍原徹）

パネラー
- ケンドーコバヤシ
- 海原やすよ・ともこ

プレゼンター
- 笑い飯
- ロザン
- 川島明（麒麟）
- あいはら雅一（メッセンジャー）
- 友近
- バッファロー吾郎A（バッファロー吾郎）
- 浅越ゴエ（ザ・プラン9）
- 桂三度
- とろサーモン

プレゼンター（Q&Aさん）
- モンスターエンジン
- スマイル
- スーパーマラドーナ
- アキナ
- ツートライブ

過去のプレゼンター
- シャンプーハット
- 土肥ポン太
- ヒデ（ペナルティ）
- 大村朋宏（トータルテンボス）
- 木村祐一
- 白川悟実（テンダラー）
- 礼二（中川家）
- 石田明（NON STYLE）
- HG（レイザーラモン）
- 浜本広晃（テンダラー）
- しずちゃん（南海キャンディーズ）
- 品川祐（品川庄司）
- ヤナギブソン（ザ・プラン9）

過去のプレゼンター（Q&Aさん）
- 尼神インター
- 銀シャリ
- かまいたち - 東京進出に伴い、2018年3月いっぱいで卒業。

## コーナー
番組の後半では、『Q&Aさん』と題して、週替わりで5組の若手芸人がコーナーを担当している。
"ジャッジ洋一"シリーズ
担当 - モンスターエンジン
2016年2月～。前番組の『雨上がりのやまとナゼ?しこ』から続役。西森曰く、他のメンバーよりギャラが少し高く、給与明細の備考欄には"過酷"と記されていた。
街で出会った美女の『元カレの今カノ』はさらに美人なのか？
担当 - スマイル
2017年9月～。ウーイェイよしたか曰く、巷では"クソ企画"と呼ばれているらしい。
現代版わらしべ長者　お金持ちの社長を5人つなげば大切なものは何に変わるのか？
担当 - スーパーマラドーナ
2018年3月～。
"サバイバル"シリーズ
担当 - かまいたち、アキナ
プレゼンターがナイフ一本で無人島や山奥に出向き、様々な料理をサバイバル熟練者の土田貴弘、カメ五郎らと共に作る。過酷なロケの果てに出来上がった料理はほとんどの場合まともに食べられない程不味く(土田すら吐き出す事もあった)、かまいたちは番組卒業の際ディレクターから「これを経験したなら東京のロケは止まって見える」との言葉を贈られた。
かまいたち：2016年1月～2018年3月。2016年10月～は、『人はなぜこんなに一生懸命になれるのか？～世界に一つだけのＡさん～』がメインとなった。
アキナ：『屈強な漁師がいる島で最強の男は誰だ？』の10敗罰ゲームとして2018年10月スタート。かまいたち時代とは異なりゲームに勝てば食材支給(負ければナイフの品質を落とされる)、番組が用意したヒヨコが成長して卵を産めば食材とみなすルールが加えられた。
どんなまずい料理もお腹ペコペコ&絶景のもとで食べればおいしいのか？
担当 - ツートライブ
2018年5月～。ツートライブとしての初登場は、2017年12月の『新調査員オーディション』。ロングコートダディ、からし蓮根とドッキリをしかけられ、リアクションが一番面白いと評価され、新調査員となる権利を獲得した。その後、2018年2月に『顔芸を売りにしている芸人より面白い顔をする素人はいるのか？』で仮調査員として登場。

### 過去のコーナー
人はなぜこんなに一生懸命になれるのか？～世界に一つだけのＡさん～
担当 - かまいたち
2016年10月～2018年2月。2017年1月・5月・11月は、『"サバイバル"シリーズ』放送で休み。
〇〇で〇〇を作りたい！
担当 - スマイル
2016年2月～10月。初回のタイトルは、『ごはんのおともの事情通から挑戦状！コレに合うごはんはあるのか！？』。その後、『秘伝の自家製ダレでおいしいラーメンを作りたい！』、『チャーハンでおいしい寿司を作りたい！』、『本物の鯛を使ってたい焼きを作りたい！』等。
"実験"シリーズ
担当 - スマイル
2016年11月～5月。『どんなアホでも記憶術を使えば絶対に記憶力をアップできるのか？』、『科学の力で人は水の上を歩くことはできるのか？』、『どんな素人でも事情通に習えば他人をコントロール出来るようになるのか？』、『たった１日で人はどれくらい足が速くなるのか？』『人は本当に驚いた時、どんな表情になる！？』が放送された。
街で有名人の親戚５人を見つけるのにどれくらいかかるのか？
担当 - スマイル
2017年7月・8月。
ドラフト１位のあの人　第２の人生も同じように輝いているのか？
担当 - スーパーマラドーナ
2016年11月～2017年7月。スーパーマラドーナとしての初登場は、2016年6月の『お悩み解決！Ａさんクリニック』。その後、同年9月に『珍しい生き物を採って大儲けする職業があるというが、本当なのか？』、同年10月に『大阪にはどれぐらい盗聴器が仕掛けられているのか？』という単発企画を経ている。
かつて栄光を掴んだあの人　どのくらい調子に乗っていたのか？
担当 - スーパーマラドーナ
2017年8月・9月。この後、10月には、『ボディバランスが最も優れた職業は？ 鳶職人ＶＳ大道芸人ＶＳサーファー 異業種対決』、『プロ野球界の問題児 第二の人生も変わらず問題児なのか？』という単発企画を挟んでいる。
未知なる食材探し　世界の冷蔵庫には白ご飯にあうおかずが眠っているのか？
担当 - スーパーマラドーナ。
2017年12月・1月。
日本一の島にはどんなお宝が眠っているのか！？
担当 - アキナ
2017年3月～7月。アキナとしての初登場は、2017年2月の『『日本人より日本人』なんて言葉があるが、本当にそんな外国人はいるのか！？』。スタート当初のタイトルは、『日本一石で稼いでいる島にはどんなお宝が眠っているのか！？』。
屈強な漁師がいる島で最強の男は誰だ？
担当 - アキナ
2017年8月～2018年9月。その島最強の男と海上で相撲を行う。最終回直前に助っ人としてミルクボーイの駒場孝が出演したが、最終回、コンビで出演した。途中から10敗で無人島サバイバルというルールが加わり、2018年10月に実現した。
"ヌード"シリーズ
担当 - 尼神インター
2016年4月～12月。『キレイなヌード写真を撮影したい！』、『関西の芸能事務所にヌード撮影のオファーを出せば、どんな女性がやってくるのか？』、『日本橋のアイドルにヌード撮影のオファーを出せば、どんな女性がやってくるのか？』。

## スタッフ
- ナレーション - ヒューマン中村
- 構成 - 八木晴彦、杉岡みどり、上地茂晴、田中亮治、井上久美子、平野友介、鈴木一史
- SW - 宇佐美貴士
- CAM - 芝田幸司
- VE - 坂谷諒介
- LD - ハートス
- AUD - 和三晃章
- EED - 野﨑隼人、澤田全起、林香奈、柳原正子（柳原→以前はデザイン）
- SE - 片岡幸司
- MA - 右見嘉英
- 美術 - 山下剛平
- 美術進行 - 木村翼
- 番組宣伝 - 松下友美子（朝日放送テレビ）
- デスク - 田村圭（朝日放送テレビ）
- 美術協力 - つむら工芸、まいど、高津商会、ビーム、東京衣裳、京阪商会、教映社、ジー・マックス、シュプール
- 協力 - バックアップメディア、ユーロック、バックドロップ、SOUND-K、FUNS PRODUCTION、アイネックス、D-REC、関西東通、ハートス
- AD - 久保しおり
- ディレクター - 好川狩夢・寺川真未・前田健太（朝日放送テレビ）、加藤伸一（BACK-UP）、能嶋幸一（バックドロップ）、高谷泰司（U-ROCK）、杉浦圭太（D-REC）、堀内直樹、小南彰（FUNS PRODUCTION）、安本浩太（CREA5）、中村俊之（daInaRI）、木下拓也、平野智也、宇都宮伊織（平野・宇都宮→以前はAD）
- チーフディレクター - 大橋洋平（朝日放送テレビ、以前はディレクター）
- プロデューサー - 山口正紘（朝日放送テレビ、以前はチーフディレクター）、坂口大輔（よしもとクリエイティブ・エージェンシー）
- 制作協力 - 吉本興業
- 製作・著作 - 朝日放送テレビ

### 過去のスタッフ
- 構成 - 溝上清加
- CAM - 手塚西都子
- LD - 細川圭吾
- AUD - 神田雅之
- EED - 太田充洋、井原理恵
- 美術 - 奥井優佑
- 番組宣伝 - 渡邊亜希子（朝日放送テレビ）
- デスク - 服部八壽子（朝日放送テレビ）
- AD - 西村晃介
- ディレクター - 高木伸也・中村光・国友千愛・南雄大・白石和也（以上朝日放送テレビ）、上瀧孝博（BOY'S）
- チーフディレクター - 小城修哉（朝日放送テレビ）
- プロデューサー - 柴田聡・西尾理恵（朝日放送テレビ）、嶋和也（よしもとクリエイティブ・エージェンシー）

## ネット局
| 放送対象地域   | 放送局                 | 系列           | 放送日時                     | 放送開始日     | 備考                       |
| -------------- | ---------------------- | -------------- | ---------------------------- | -------------- | -------------------------- |
| 近畿広域圏     | 朝日放送テレビ（ABC）  | テレビ朝日系列 | 火曜 23:22 - 翌0:22          | 2016年1月5日   | 制作局                     |
| 石川県         | 北陸朝日放送（HAB）    | テレビ朝日系列 | 水曜 0:20 - 1:25（火曜深夜） | 2016年1月20日  | [ 5 ]                      |
| 香川県・岡山県 | 瀬戸内海放送（KSB）    | テレビ朝日系列 | 水曜 0:55 - 1:55（火曜深夜） | 2016年1月27日  | [ 6 ]                      |
| 中京広域圏     | メ〜テレ（NBN）        | テレビ朝日系列 | 日曜 0:35 - 1:37（土曜深夜） | 2016年2月16日  | [ 7 ]                      |
| 福島県         | 福島放送（KFB）        | テレビ朝日系列 | 木曜 1:26 - 2:21（水曜深夜） | 2016年2月18日  | [ 8 ]                      |
| 山形県         | 山形テレビ（YTS）      | テレビ朝日系列 | 土曜 16:00 - 16:55           | 2016年4月2日   | [ 9 ]                      |
| 青森県         | 青森朝日放送（ABA）    | テレビ朝日系列 | 金曜 1:40 - 2:40（木曜深夜） | 2016年4月19日  | [ 10 ]                     |
| 静岡県         | 静岡朝日テレビ（SATV） | テレビ朝日系列 | 日曜 1:05 - 2:00（土曜深夜） | 2016年6月5日   | [ 11 ]                     |
| 福岡県         | 九州朝日放送（KBC）    | テレビ朝日系列 | 土曜 1:59 - 2:59（金曜深夜） | 2016年9月10日  | [ 12 ] [ 13 ] [ 14 ]       |
| 熊本県         | 熊本朝日放送（KAB）    | テレビ朝日系列 | 木曜 1:20 - 2:20（水曜深夜） | 2016年10月4日  | [ 12 ] [ 4 ] [ 15 ] [ 16 ] |
| 大分県         | 大分朝日放送（OAB）    | テレビ朝日系列 | 木曜 1:25 - 2:25（水曜深夜） | 2016年10月8日  | [ 14 ] [ 4 ]               |
| 宮城県         | 東日本放送（KHB）      | テレビ朝日系列 | 水曜 1:00 - 2:00（火曜深夜） | 2016年10月12日 |                            |
| 愛媛県         | 愛媛朝日テレビ（eat）  | テレビ朝日系列 | 火曜 0:20 - 1:20（月曜深夜） | 2017年3月14日  |                            |
| 鹿児島県       | 鹿児島放送（KKB）      | テレビ朝日系列 | 金曜 1:15 - 2:15（木曜深夜） | 2017年4月7日   |                            |
| 岩手県         | 岩手朝日テレビ（IAT）  | テレビ朝日系列 | 月曜 0:40 - 1:40（日曜深夜） | 2017年4月24日  | [ 12 ] [ 6 ]               |

### 過去のネット局
| 放送対象地域 | 放送局              | 系列           | 放送日時                     | 放送期間                      | 備考                 |
| ------------ | ------------------- | -------------- | ---------------------------- | ----------------------------- | -------------------- |
| 長崎県       | 長崎文化放送（ncc） | テレビ朝日系列 | 日曜 0:30 - 1:30（土曜深夜） | 2017年4月2日 - 2017年10月1日  | [ 17 ]               |
| 新潟県       | 新潟テレビ21（UX）  | テレビ朝日系列 | 土曜 1:25 - 2:25（金曜深夜） | 2017年5月14日 - 2019年3月23日 | [ 18 ] [ 19 ] [ 20 ] |

※HTBでも不定期放送経験あり。